# Теорія Кеннона–Барда

Таламічна область головного мозку.

Основні концепції теорії Кеннона-Барда полягають у тому, що емоційне вираження є результатом функції гіпоталамічних структур, а емоційне почуття є результатом стимуляції дорсального таламуса. Фізіологічні зміни та суб'єктивне відчуття емоції у відповідь на подразник є окремими та незалежними; збудження не повинно виникати перед емоцією. Таким чином, області таламуса приписують головну роль у цій теорії емоцій. Тому цю теорію також називають таламічної теорією емоцій.

## Витоки
Волтер Бредфорд Кеннон (1871—1945) був фізіологом Гарвардського університету, який, можливо, найбільш відомий своїм класичним трактатом про гомеостаз. Філіп Бард (1898—1977) був докторантом Кеннона, і разом вони розробили модель емоцій під назвою теорія Кеннона–Барда. Кеннон був експериментатором, який спирався на дослідження фізіології тварин. Завдяки цим дослідженням Кеннон і Бард підкреслили роль мозку у формуванні фізіологічних реакцій і почуттів; роль, яка є важливою в їхньому поясненні переживання емоцій і виробництва.
Домінуючою теорією емоцій часів Кеннона була теорія емоцій Джеймса — Ланге, і Кеннон визнав, що для перевірки цієї теорії потрібне дослідження емоційного вираження без вісцерального аферентного зворотного зв'язку. Це було необхідно, оскільки зв'язок між вісцеральними змінами та зворотним зв'язком, необхідним для стимуляції церебральних проявів емоцій, більше не буде наявний. Для цього Кеннон експериментував із перериванням аферентних нервів симпатичної гілки вегетативної нервової системи у котів. Кеннон зібрав свої експериментальні результати в 1915 році, потім удосконалив і розширив їх і, нарешті, запропонував свою модель емоцій як виклик і альтернативу теорії емоцій Джеймса-Ланге.
Теорія Джеймса–Ланге спирається на зворотний потік імпульсів із периферії для пояснення унікальних емоційних переживань; імпульси, які Вільям Джеймс припустив, що надходять від усіх частин організму, включаючи м'язи, шкіру та нутрощі. Джеймс відводив головну роль нутрощам. Внутрішні органи складаються з гладких м'язів і залоз. Кеннон визначив і окреслив п'ять проблем із поняттям теорії Джеймса-Ланге про вазомоторний центр як пояснення емоційного досвіду.
1. Повне відділення внутрішніх органів від центральної нервової системи не змінює емоційну поведінку.
Під час експерименту котів залишали живими та здоровими після повного видалення симпатичної нервової системи. Видалення цієї системи призвело до скасування всіх реакцій під контролем вазомоторного центру, області, яка згідно з теорією Джеймса-Ланге відповідає за емоційні переживання. Однак виявилося, що знищення цих функцій практично не вплинуло на емоційні реакції тварин. Кішки демонстрували типові ознаки люті у відповідь на гавкіт собаки, а тварини демонстрували повне емоційне вираження в усіх органах, зв'язки яких із мозком не були зруйновані.[2][6]
2. Ті самі вісцеральні зміни відбуваються в дуже різних емоційних станах і в неемоційних станах.
Симпатична нервова система функціонує як єдине ціле. Вісцеральні зміни, викликані/спричинені дією симпатичної нервової системи, включають: збільшення частоти серцевих скорочень; скорочення артеріол; розширення бронхіол; підвищення рівня цукру у крові; пітливість; розширення зіниць і зведення волосків; і виділення адреналіну. Ці фізіологічні зміни можна спостерігати в сильному збудженні за будь-яких обставин, у тому числі в таких помітних емоційних станах, як страх і гнів, а також у ситуаціях гарячки, асфіксії та впливу низьких температур. Кеннон сформулював, що ці реакції внутрішніх органів надто однакові, щоб запропонувати засіб розрізнення емоцій, які мають різні суб'єктивні якості. Він постулював, що якби емоції були результатом імпульсів із внутрішніх органів, ми могли б очікувати, що страх, гнів, мерзлякуватість, асфіксія та гарячка будуть відчувати подібні відчуття, що не так.
3. Внутрішні органи є відносно нечутливими структурами.
Кеннон писав, що існує загальна думка, що чим глибше проникає тіло, тим чутливішим воно стає; однак це не так. У нервах, що поширюються на внутрішні органи, кількість аферентних сенсорних волокон може становити лише 1/10 частину від числа еферентних сенсорних волокон.[8] Наприклад, у випадку внутрішніх органів ми не знаємо про скорочення та розслаблення процесів травлення. Такі процеси є недемонстративними і поза нашим фізичним усвідомленням, навіть якщо в них викликані помітні зміни.[6]
4. Вісцеральні зміни відбуваються надто повільно, щоб бути джерелом емоційних почуттів.
Як зазначалося раніше, нутрощі складаються з гладких м'язів і залоз, які, як правило, повільно реагують. Установлено, що латентний період психогальванічної реакції у людини становить приблизно 3 секунди.[9] Однак було також відмічено, що латентний період афективних реакцій на фотографії чоловіків і жінок може закінчитися упродовж 0,8 секунди. Теорія Джеймса-Ланге стверджує, що такі афективні реакції є результатом реверберації внутрішніх органів. Кеннон зазначив, що час, необхідний нервовим імпульсам для проходження від мозку до периферії і назад до мозку, не може відбуватися настільки швидко, щоб бути причиною таких емоційних реакцій.
5. Штучна індукція вісцеральних змін, характерних для сильних емоцій, їх не викликає.
Коли адреналін вводиться, він викликає фізіологічні реакції, типові для активності симпатичної нервової системи, про які було сказано раніше (розширення бронхіол, звуження кровоносних судин, підвищення рівня цукру у крові тощо). Ці зміни характерні для інтенсивних емоційних станів. Тому, якби ці вісцеральні зміни були штучно викликані ін'єкцією адреналіну, можна було б очікувати, що емоції слідуватимуть за ними, як сформульовано в теорії емоцій Джеймса-Ланге. Під час проведення цього експерименту учасники не відчували жодних особливих емоцій. Однак було виявлено, що емоційна реакція може розвинутися лише тоді, коли адреналін вводять після обговорення з пацієнтами своїх хворих дітей або померлих батьків. Таким чином, ін'єкція адреналіну мала ефект, коли в учасників уже був емоційний настрій.[6]

## Подальша критика теорії Джеймса–Ланге
Вільям Джеймс стверджував, що існують або спеціальні центри церебральних процесів, які супроводжують емоції, або вони відбуваються у звичайних моторних і сенсорних центрах кори. Кеннон відповів, що може не бути ні того, ні іншого, що можуть існувати коркові процеси та спеціальні центри, які супроводжують емоційні реакції. Він виклав дві ідеї щодо існування двох джерел церебральних процесів емоцій.

### Емоційна експресія виникає в результаті дії підкіркових центрів
Кеннон узагальнив дослідження Бехтерева щодо емоційного вираження. У цьому дослідженні було стверджено, що емоційне вираження має бути незалежним від кори головного мозку, оскільки вираження емоцій не завжди можна гальмувати або контролювати (наприклад, сміх від лоскоту), оскільки вісцеральні зміни відбуваються незалежно від нашого контролю, а також тому, що ці реакції, які не можуть бути пригніченими, спостерігаються незабаром після народження до того, як розвинеться управління корою. Крім того, після видалення півкуль головного мозку у досліджуваних тварин правильні афективні реакції могли бути викликані відповідними стимуляціями. Ці емоційні ефекти більше не були присутні, коли зоровий таламус був видалений у тварин; Таким чином, було зроблено висновок, що ця область відіграє значну роль у вираженні емоцій.

Розташування людського проміжного мозку (червоний), області мозку, пов'язаної з удаваною реакцією гніву у котів, яку вивчали Кеннон і Бріттон.

Щоб підтвердити твердження, що емоційне вираження є результатом дії підкіркових центрів, Кеннон і Бріттон провели подальші експериментальні дослідження з котами. Кішкам видаляли шкірку, і після періоду одужання вони спонтанно демонстрували поведінку, характерну для сильної люті. Ця реакція, яку називають удаваною люттю, продовжувала виявлятися після абляції всіх ділянок мозку перед проміжним мозком. Однак, як тільки нижню задню частину таламічної області було видалено, прояв удаваної люті котів вщух. Ґрунтуючись на цьому відкритті, було зроблено висновок, що таламус є областю, з якої за відсутності коркового контролю надходять імпульси, які викликають надзвичайно високий рівень «емоційної» активності, як м'язової, так і вісцеральної. Кеннон стверджує, що зоровий таламус — це ділянка мозку, відповідальна за нервову організацію різних емоційних проявів.

### Відростки таламуса є джерелом афективних переживань
Існує багато повідомлень і цитованих випадків пацієнтів з однобічними ураженнями в області таламуса, які мають тенденцію надмірно реагувати на афективні подразники. Наприклад, уколи шпильками, болісний тиск і надмірна спека чи холод — усе це спричиняє більше страждань на пошкодженому боці тіла, ніж на нормальному боці. Подібні результати можна спостерігати від приємних подразників: подразники тепла можуть викликати сильне задоволення, що демонструється виразом обличчя насолоди та вигуками захвату індивіда. Посилення впливу подразників, що призводить до надмірних реакцій, пояснюється звільненням таламуса від коркового гальмування. Коли таламус звільняється від кіркового контролю, афективні стани та відповіді посилюються. Таким чином, був зроблений висновок, що таламічна область зайнята афективним компонентом відчуття.

## Теорія Кеннона–Барда

Розташування головного мозку людини (червоний).

Згідно Кеннону, зовнішній подразник активує рецептори, і це збудження запускає імпульси до кори. Надходячи в кору, імпульси пов'язуються з умовними процесами, які визначають напрямок подальшої реакції. Саме ця реакція стимулює процеси таламуса. Як тільки процеси таламуса активуються, вони готові до розрядки. Нейрони таламуса активуються в особливій комбінації в певному емоційному вираженні. Потім ці нейрони розряджаються стрімко та інтенсивно. Кеннон писав, що всередині та поблизу таламуса нейрони, відповідальні за емоційне вираження, лежать близько до реле сенсорного шляху від периферії до кори, і коли ці нейрони спрацьовують у певній комбінації, вони іннервують м'язи та нутрощі та збуджують аферентні шляхи до кори прямим зв'язком або опроміненням.
Ключовим компонентом теорії емоцій Кеннона-Барда є те, що коли відбувається розрядка таламуса, тілесні зміни відбуваються майже одночасно з емоційним досвідом. Тілесні зміни та емоційний досвід відбуваються окремо та незалежно одне від одного; фізіологічне збудження не повинно передувати емоційному вираженню чи досвіду. Теорія стверджує, що таламічна область — це область мозку, відповідальна за емоційні реакції на досвідчені подразники.
Кеннон узагальнює спостереження, які слугують основою для його теорії емоцій, яка стверджує, що область таламуса є координуючим центром емоційних реакцій. По-перше, після видалення головного мозку перед таламусом у досліджуваних тварин, тварини продовжують демонструвати емоційні реакції, схожі на лють. Ці реакції припиняються після видалення таламуса. По-друге, пухлина на одному боці таламуса може призвести до одностороннього сміху або гримаси за відповідних умов, хоча кортикальний і довільний контроль тих самих м'язів є двостороннім. Нарешті, тимчасове порушення кіркового контролю нижніх центрів через легку амнезію або постійне порушення через хворобу (наприклад, пухлина або ураження) може викликати неконтрольований і тривалий плач або сміх.

## Додаткові теорії емоцій

Розташування лімбічної системи, ключової області мозку в теорії емоцій Папеза-Макліна.

Теорія емоцій Кеннона-Барда була сформульована як виклик і альтернатива теорії Джеймса-Ланге. Теорія Папеза-Макліна — ще одна впливова теорія емоцій, яка відрізняється від теорії Кеннона-Барда областю, яка вважається відповідальною за вираження емоцій. Джеймс Папез спочатку припустив, що взаємозв'язки між структурами лімбічної системи були створені ідеально для обробки тривалих, інтенсивних аспектів досвіду, які зазвичай пов'язані з емоціями. Схема, спочатку запропонована Папезом, складалася з гіпокампу, іпсилатерального соскоподібного тіла, переднього ядра таламуса, поясної кори головного мозку, парагіппокампальної звивини та енторинальної кори, що поверталася до гіпокампу. Маклін розвинув попередню роботу Папеза, додавши префронтальну кору, септу та мигдалеподібне тіло, і назвав цю групу структур лімбічною системою.
Існує також двофакторна теорія емоцій, запропонована Стенлі Шехтером і Джеромом Е. Сінгером.